# Hank Hanegraaff
Hendrik "Hank" Hanegraaff é um ex-pastor evangélico, escritor e teólogo norte-americano e apresentador do programa Bible Answer Man, ouvido diariamente nos Estados Unidos e Canadá.
Ele foi presidente do Instituto Cristão de Pesquisas Internacional e autor de diversos livros premiados como o Cristianismo em Crise, Resurrection e The Face that Demonstrates the Farce of Evolution. Hank vive no estado da Califórnia com sua esposa Kathy e seus oito filhos.
Em abril de 2017, Hanegraaff e sua família romperam com o Protestantismo e ingressaram na Igreja Ortodoxa Grega.